# Pięciobój nowoczesny na Letnich Igrzyskach Olimpijskich 2024
Pięciobój nowoczesny na Letnich Igrzyskach Olimpijskich 2024 rozegrany został między 8 sierpnia a 11 sierpnia, na terenie Pałacu Wersalskiego oraz Arena Paris Nord.
Pałac Wersalski był gospodarzem wszystkich zawodów pięcioboju nowoczesnego, z wyjątkiem rund rankingowych szermierki, które odbyły się w Arena Paris Nord. 
Rozegrane zostały dwie konkurencje indywidualnie: kobiety i mężczyźni. W skład pięcioboju nowoczesnego wchodzą:
- szermierka (szpada),
- pływanie (200 m stylem dowolnym),
- jazda konna (skoki przez przeszkody),
- bieg przełajowy (3,2 km) ze strzelaniem (pistolet).

## Format
Pięciobój nowoczesny składał się z czterech konkurencji: szermierki szpadą, pływania stylem dowolnym na dystansie 200 metrów, skoków przez przeszkody i biegu przełajowego na dystansie 3,2 km (1,988 mil) ze strzelaniem z pistoletu.
Pierwsze trzy konkurencje (szermierka, pływanie i skoki przez przeszkody) były punktowane w systemie punktowym. Punkty te zostały następnie przeliczone na handicap czasowy dla finałowej konkurencji łączonej (strzelanie z pistoletu i biegi przełajowe), przy czym lider punktowy zaczynał jako pierwszy, a każdy z pozostałych zawodników miał opóźniony start w zależności od liczby punktów straty do lidera. W rezultacie kolejność na mecie biegu  stanowiła ostateczną klasyfikację wydarzenia.
Szermierka składała się z dwóch rund: tradycyjnej fazy „każdy z każdym” oraz „rundy bonusowej”. W systemie kołowym każdy zawodnik mierzył się z każdym innym zawodnikiem w walce na jeden kontakt. Zawodnicy zostali sklasyfikowani na podstawie liczby zdobytych zwycięstw. Runda bonusowa odbyła się na jednej trasie w systemie drabinkowym, pucharowym. Dwaj najniżej sklasyfikowani zawodnicy w systemie kołowym zmierzyli się ze sobą w kolejnej walce na jeden kontakt; zwycięzca otrzymał dodatkowy punkt (zwycięstwa w systemie każdy z każdym były warte 6 punktów) i awansował, aby zmierzyć się z zawodnikiem znajdującym się na kolejnym najniższym miejscu w rankingu. Trwało to, dopóki wszyscy zawodnicy nie wzięli udziału w rundzie bonusowej.
Część pływacka składała się z wyścigu na 200 metrów stylem dowolnym.
Zawody w skokach przez przeszkody polegały na jeździe na nieznanym koniu po trasie z 12 przeszkodami. Wynik był ustalany na podstawie kar za upadłe drążki, odmowy, upadki i przekroczenie limitu czasu.
Bieg przełajowy: (3200 m) ze strzelaniem z pistoletu laserowego, w pozycji stojącej, cztery razy (cztery sesje tzn. przystanki na strzelnicy w tym pierwszy tuż za startem), co 800 m (zawodnik musiał strzelać do celu z odległości 10 metrów, w przeciągu 50 sekund sesji strzeleckiej, dalszy bieg następował po zaliczeniu 5 celnych strzałów lub po upływie 50 sekundowej sesji, nie stosowano kar za ewentualny brak trafień i niecelność). Zwycięzcą zawodów został zawodnik, który jako pierwszy przekroczył linię mety.

## Harmonogram zawodów
| Data      | 8 sierpnia | 9 sierpnia | 10 sierpnia | 11 sierpnia |
| --------- | ---------- | ---------- | ----------- | ----------- |
| mężczyźni | RRS        | SF         | F           |             |
| kobiety   | RRS        |            | SF          | F           |

RRS = Runda rankingowa szermierki, SF = Półfinały, F = Finał

## Wyniki
| Konkurencja | Złoto           | Srebro         | Brąz            |
| mężczyźni   | Ahmed El-Gendy  | Taishu Sato    | Giorgio Malan   |
| kobiety     | Michelle Gulyás | Élodie Clouvel | Seong Seung-min |

## Tabela medalowa
*   Gospodarz ( Francja)
| Miejsce | Reprezentacja    | Złoto | Srebro | Brąz | Razem |
| ------- | ---------------- | ----- | ------ | ---- | ----- |
| 1       | Egipt            | 1     | 0      | 0    | 1     |
| 1       | Węgry            | 1     | 0      | 0    | 1     |
| 3       | Francja*         | 0     | 1      | 0    | 1     |
| 3       | Japonia          | 0     | 1      | 0    | 1     |
| 5       | Korea Południowa | 0     | 0      | 1    | 1     |
| 5       | Włochy           | 0     | 0      | 1    | 1     |
| Razem   | Razem            | 2     | 2      | 2    | 6     |